# Náman

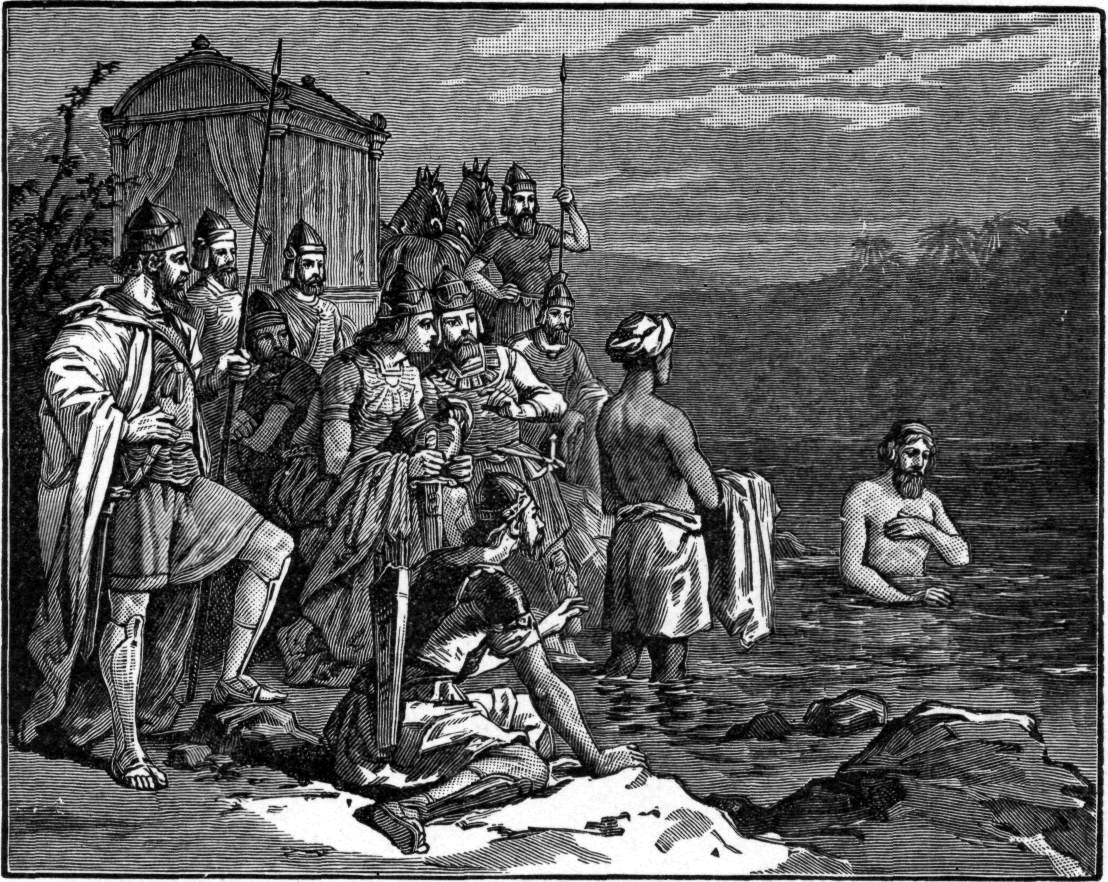
Náman v řece Jordán

Náman, někdy také Naáman, je biblický prorok.
Bible o něm podává zprávu v 2Král 5 (Kral, ČEP). Byl to velitel syrského vojska za vlády krále Ben-hadada I. Byl stižen malomocenstvím, přesto nadále vykonával své přední postavení. Byl poslán ke králi Jóramovi s dopisem a dary od svého vládce. Král jej poslal k Elíšovi, na jehož radu byl očištěn v řece. Pro vděčnost za své uzdravení si odvezl hlínu z izraelské země, aby se na ní klaněl Hospodinu. Podle Novotného chtěl z této hlíny vybudovat oltář Hospodinu - 2Král 5, 17 (Kral, ČEP).
Židovská legenda dosvědčená Josefem Flaviem ztotožňuje Námana s mužem, jež podle 1Král 22, 34 (Kral, ČEP) zabil krále Achaba.

## Novozákonní zmínky
V Novém zákoně jej zmiňuje Ježíš v Lk 4, 27 (Kral, ČEP).

## Další osoby téhož jména
Může jít i o příslušníka kmene Benjaminovců, syna Bélova. Vešel s Jákobem do Egypta - Gn 46, 21 (Kral, ČEP), Gn 26, 40 (Kral, ČEP), 1Pa 8, 4–7 (Kral, ČEP).